# Ивченко, Алексей Григорьевич
Алексе́й Григо́рьевич И́вченко (укр. Олексій Григорович Івченко; род. 2 января 1963, Хоробров) — украинский политический деятель, глава Конгресса украинских националистов (2003—2010), с 3 марта 2005 года по 11 мая 2006 года являлся главой правления НАК «Нафтогаз Украины», входил в состав Избранной рады Львовского института менеджмента., Председатеть Наблюдательного Совета ПАТ «Еврогазбанк», совместно с членами своей семьи осуществляет полный контроль над данным банком (с июня 2014 года банк прекратил выполнять свои обязательства, введена временная администрация).

## Биография

### Ранние годы
В 1985 году окончил инженерно-строительный факультет Львовского политехнического института по специальности инженер-строитель.
В период 1985—1991 — директор Ивано-Франковского завода железобетонных конструкций. С 1992 по 1994 — президент частного предприятия «Гал-Агро». С 1995—1997 занимает должность первого вице-президента ЗАО «Интергаз».
В 1996 году заканчивает обучение на экономическом факультете Национального университета «Львовская политехника». В 2001 году в Институте международных отношений Киевского национального университета им. Т.Шевченко защищает кандидатскую диссертацию по теме «Особенности внешнеэкономической политики Украины в условиях рыночной трансформации», получив степень кандидата экономических наук.

### Политическая карьера
- 1998 — советник премьер-министра Валерия Пустовойтенко.
- 2000—2001 — советник Премьер-министра Украины Виктора Ющенко.
- 2001—2002 — председатель наблюдательного совета ДП «Добромиль-Київ».
- 2002—2005 — народный депутат IV созыва (фракция «Наша Украина»).
- 13 апреля 2003 — избран главой Конгресса украинских националистов (КУН).
- с марта 2005 — председатель правления НАК «Нафтогаз Украины».
- 11 мая 2006 — освобождён от должности в связи с избранием в Верховную раду V созыва от блока «Наша Украина».
- 4 июля 2007 — объявил, что не будет баллотироваться в Верховную раду следующего созыва.

## Научные работы
Автор научных трудов «Украина в системе международных отношений», «Предпосылки внешнеэкономической деятельности Украины, как суверенного государства», диссертации «Особенности внешнеэкономической политики Украины в условиях перехода к рынку» (2001).

## Личная жизнь
Женат, имеет двух дочерей

## Цитаты
Что я бы еще сказал Путину и Медведеву... Сколько вы продали за 2009 год газа в Европу и по какой цене, и сколько в это же время на Украину, и по какой цене? .... Самую рентабельную цену в Европе получал «Газпром» с нас, а Украина является самым крупным потребителем русского газа в Европе. В нормальном цивилизованном мире перед таким потребителем, как Украина, на коленах должны все стоять, включая Россию.
«- Сколько в портфеле банка кредитов аффилированным компаниям?
— Очень мало. На собственный бизнес мне хватает собственных оборотных средств. Большая часть проектов развивается без привлечения кредитов. Банк, как я уже говорил, это отдельный бизнес-проект, который должен идти на рынок и зарабатывать прибыль.

### О кредитных рисках
- Банк для вас — основной вид бизнеса?
— Нет, не основной. Далеко не основной. Но очень важный и интересный. Я являюсь публичным акционером. Моя семья — тоже акционеры банка. Поэтому в случае разрывов ликвидности я дам банку столько денег, сколько понадобится.»